# Borá
Borá – miasto i gmina w Brazylii, w stanie São Paulo. Znajduje się w mezoregionie Assis i mikroregionie Assis.
Pod względem liczby ludności jest najmniejszym miastem (município) w stanie São Paulo.